# 赫斯本德山
赫斯本德山（Husband Hill）是火星上的一座山，屬古瑟夫撞击坑哥伦比亚丘陵，位于NASA勇气号火星探测器的登陆点附近。它以哥伦比亚号航天飞机指令长里克·赫斯本德的名字命名，赫斯本德于2003年2月1日因航天飞机解體遇难。
2005年，作为探索火星任务的一部分，勇气号慢慢地爬上了赫斯本德山顶。它于8月22日抵达峰顶，拍摄许多照片，并对峰顶的地表进行了探索。

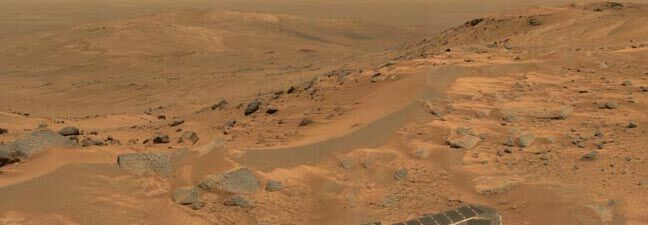
勇气号2005年8月23日在赫斯本德山顶拍的相片